# Pallimjärvi
Pallimjärvi är en sjö i Gällivare kommun i Lappland och ingår i Råneälvens huvudavrinningsområde. Pallimjärvi ligger i Råneälven Natura 2000-område.